# سانتونیا
سانتونیا (به اسپانیایی: Santoña) یک دهستان و شهرک در اسپانیا است که در استان کانتابریا واقع شده‌است. سانتونیا ۱۱٫۵۳ کیلومتر مربع مساحت و ۱۱٬۶۰۱ نفر جمعیت دارد و ۷ متر بالاتر از سطح دریا واقع شده‌است.

## خواهرخوانده
شهرهای پالس دو لا فرونترا، Lons و ال پوئرتو د سانتا ماریا خواهرخوانده‌های سانتونیا هستند.